# Church of the Holy Trinity (Philadelphia)
Die Church of the Holy Trinity ist eine Kirche der Episkopalkirche der Vereinigten Staaten von Amerika am Rittenhouse Square in Philadelphia. Die Kirche wurde 1857 erbaut, der erste Gottesdienst am 27. März 1859 abgehalten. Die Kirche wurde vom schottischen Architekten John Notman entworfen. Der Eckturm wurde 1867 angefügt und von George W. Hewitt von Fraser, Furness & Hewitt geplant. Er ist im einfacheren „low church“- Stil gehalten, im Unterschied zum aufwendigeren „high church“ oder „Anglo-Catholic-Style“ der nahegelegenen St. Marks Episcopal Church, welche ebenfalls von Notman entworfen wurde.

## Architektur
1856 gingen führende Mitglieder der Episcopal Church daran, eine neue Kirche in Rittenhouse Square zu errichten. Vier Architekten wurden befragt, bevor John Notman den Zuschlag bekam “to erect and complete a plain but substantial sandstone Church, … with a heavy tower 150 feet in height.” Notman machte einen Plan im „Norman style“ mit Halbbögen für Fenster und Türen und Anklängen an das „Romanesque Revival“ in der amerikanischen Architektur. Notman übernahm den Plan für den Turm vom Turm der Abbaye aux Hommes in der Normandie (Caen). Der vorgesehene Kirchturm mit einer geplanten Höhe von 225 ft (68,6 m) wurde jedoch niemals gebaut.
Der Innenraum wurde im Sinne des Low Church-Denkens schlicht gestaltet, ohne Chorgestühl und Altar. Ursprünglich war das Kirchenschiff nur ein Hörsaal mit den Abmessungen 118 × 68 ft (36 × 20,7 m) und einer ebenen, weißen Decke. Sechs Säulen umgaben einen niedrigen halbrunden Altarraum, dessen Halbkuppel-Decke durch ein Fenster mit Buntglas erleuchtet wurde. Zusammen mit den Emporen bot die Kirche Platz für bis zu 1500 Personen.
In den folgenden 150 Jahren wurden zahlreiche Veränderungen vorgenommen. Selbst in den Low-Church-Gemeinden wurde Dekoration zunehmend akzeptiert und in den 1880ern wurden zahlreiche Renovierungsarbeiten vorgenommen. Die flache Decke über dem Schiff wurde durch ein Tonnengewölbe ersetzt und mit victorianischen Schablonenarbeiten ausgeschmückt. Der Altarraum wurde vertieft. Die vergrößerte Halbkuppel wurde reich dekoriert und mit Blattgold verziert.
Viele Ergänzungen kamen durch Denkmale. 1882 schenkte Joseph Temple, ein Quaker und Dry Goods Merchant (Händler) der Kirche ein Carillon im Andenken an seine Frau Martha Anna Kirkley Temple. Es ist das älteste handbetriebene Carillon in Nordamerika. Die Glocken dazu wurden von der Severin Van Aerschodt-Gießerei in Löwen, Belgien, hergestellt. Die Glocken wurden erstmals geschlagen bei der Eröffnung der General Convention of the Episcopal Church im Oktober 1883.
1895 wurde im Altarraum eine Kanzel mit Kunstschnitzereien angebracht, als Denkmal für den zweiten Rector, Reverend Phillips Brooks, der 1893 verstorben war. Zusammen mit Bildern der vier Evangelisten ist eine Inschrift an der Basis angebracht mit dem Wortlaut: „To the Glory of God and in Loving Memory of Phillips Brooks He Being Dead Speaketh Still“ (Zur Ehre Gottes und in liebevoller Erinnerung an Phillips Brooks, auch wenn er tot ist, so spricht er doch [noch zu uns]). Im selben Jahr wurde ein großes bronzenes Lesepult als Andenken an Joel B. Morehouse im Altarraum aufgestellt. Der Lectern wurde von der Gorham Company aus New York hergestellt. Es stellt einen Engel dar, der mit seinen erhobenen Händen den Rahmen hält, auf dem die Bibel ruht.
In der Zwischenzeit wurden Buntglasfenster beliebt und ab 1884 spendeten Gemeindeglieder im Verlauf mehrerer Jahrzehnte Fenster. Vier davon stammen aus dem berühmten Studio von Louis Comfort Tiffany; andere stammen von Willet Studios (Philadelphia), Clayton & Bell und Henry Holiday (London, England); Franz Mayer & Co. (München), Luc-Olivier Merson (Frankreich). Später wurden Fenster in geometrischem Muster von W. J. McPherson Co. (Boston) eingesetzt. Fenster in den Türmen und an der Vorderfront der Kirche wurden von Willet Studios und Messrs. J. & C. H. Gibson (Philadelphia) gestaltet.
1914 wurde ein neues Glas-Dachfenster (skylight) von den Tiffany Studios im Altarraum angebracht. Der Fußboden ist mit Terrakotta-Fliesen der mährischen Töpferei Henry Chapman Mercer, einem führenden Vertreter des Arts and Crafts Movement, belegt. Fliesen am Altar tragen die Bilder der vier Evangelisten.

## Persönlichkeiten
An der Kirche wirkte von 1862 bis 1869 Phillips Brooks als Rector. Er ist bekannt für das Weihnachtslied O Little Town of Bethlehem. Außerdem verfasste er überschwängliche Predigten und war ein aufrechter Gegner der Sklaverei. Brooks hielt auch eine Eulogie für Abraham Lincoln in der Kirche am 23. April 1865, nach der Ermordung des Präsidenten am 14. April. Diese Predigt wurde gedruckt und fand weite Verbreitung. Nach dem Ende des Amerikanischen Bürgerkrieges nahm Brooks ein Sabbatical, um Europa und Palästina zu besuchen. Sein Besuch in Bethlehem inspirierte ihn, ein Gedicht für seine Sunday-School-Schüler zu verfassen, und für das Weihnachtsspiel der Gemeinde 1868 schuf der Organist Louis Redner die Melodie dazu. So entstand O Little Town of Bethlehem.
1869 wechselte Brooks an die Trinity Church in Boston, wo er von 1872 bis 1877 die Entwürfe, Gestaltung und den Bau der neuen Räumlichkeiten in Bostons Back Bay leitete, die entstanden, nachdem die ursprüngliche Kirche im Great Boston Fire von 1872 untergegangen war.
Von 1899 bis zu seinem Tod 1932 war Reverend Floyd W. Tomkins Rector in Holy Trinity.
Die Kirche ist auch für die zahlreichen Buntglasfenster bekannt. Fünf davon wurden von Louis Comfort Tiffany und eines von Luc-Olivier Merson geschaffen.

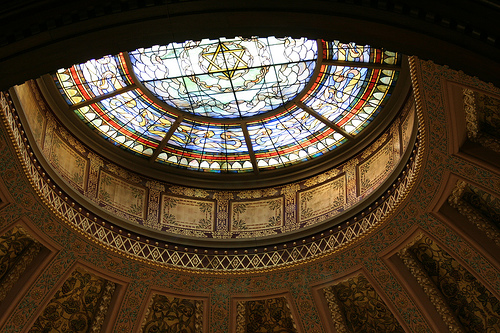
Oberlicht über dem Altar.

Die Kirche wurde 1973 in das National Register of Historic Places aufgenommen.
Heute verfolgt die Gemeinde der Church of the Holy Trinity die Ziele: „Im Namen Christi unseren Glauben zu vertiefen, die Gemeinschaft zu vergrößern und nach ihren WErten zu handeln.“ Es gibt einen besonderen Familiengottesdienst: „Joyful Noise“.